# Jiřina Hájková
Jiřina Hájková, född den 31 januari 1954 i Děčín, Tjeckien, är en tjeckoslovakisk landhockeyspelare.
Hon tog OS-silver i damernas landhockeyturnering i samband med de olympiska landhockeytävlingarna 1980 i Moskva.